# Hoger Katechetisch Instituut
Het Hoger Katechetisch Instituut (HKI) werd op 2 april 1954 opgericht en was gevestigd in Nijmegen.
Het instituut kwam voort uit het Catechetisch Centrum Canisianum, van 1949 tot 1957 gevestigd in het Canisianum te Maastricht. Eerste directeur was de jezuïet Willem Bless (1907-1974).
Het HKI is vooral bekend door de samenstelling en uitgave van de Grondlijnen van een vernieuwde schoolkatechese in 1964 en de Nieuwe Katechismus in 1966. Het instituut werd in 1990 opgeheven.